# Baltschieder
Baltschieder (walliserdeutsch: Baltschieder) ist eine Munizipalgemeinde und eine Burgergemeinde mit einem Burgerrat im Bezirk Visp im deutschsprachigen Teil des Schweizer Kantons Wallis.

## Geographie
Die Gemeinde Baltschieder liegt auf der rechten Seite des Rotten (Rhône) im Zentrum des Oberwallis. Sie ist eine Nachbargemeinde von Visp. Baltschieder ist die Wallisergemeinde, die Ende des 20. Jahrhunderts das grösste Wachstum der Wohnbevölkerung verzeichnet hat. Die Baltschiedner Bevölkerung verdoppelte sich von 500 Einwohnern im Jahr 1981 auf 1000 im Jahr 1997. Diese Zunahme der Bevölkerung ging einher mit einer regen Bautätigkeit, vor allem in der Talebene gegen Westen. Per 31. Dezember 2023 zählte das Dorf 1367 Einwohner.
Das «innere Dorf» liegt am Ausgang des Baltschiedertals mit dem gleichnamigen Bach, der im Jahr 2000 viel Unglück über das Dorf gebracht hatte.
Teile des Gemeindegebiets insbesondere das Baltschiedertal liegen im Bereich der seit 2002 zum UNESCO-Weltnaturerbe erklärten Bergregion Jungfrau-Aletsch-Bietschhorn. Am oberen Ende des Baltschiedertals liegen die sich zum grössten Teil auf Gemeindegebiet befindenden Baltschiedergletscher.

## Bevölkerung
| Bevölkerungsentwicklung | Bevölkerungsentwicklung | Bevölkerungsentwicklung | Bevölkerungsentwicklung | Bevölkerungsentwicklung      | Bevölkerungsentwicklung | Bevölkerungsentwicklung | Bevölkerungsentwicklung | Bevölkerungsentwicklung | Bevölkerungsentwicklung | Bevölkerungsentwicklung |
| ----------------------- | ----------------------- | ----------------------- | ----------------------- | ---------------------------- | ----------------------- | ----------------------- | ----------------------- | ----------------------- | ----------------------- | ----------------------- |
| Jahr                    | 1818                    | 1850                    | 1900                    | 1910                         | 1950                    | 2000                    | 2010                    | 2012                    | 2014                    | 2016                    |
| Einwohner               | 98                      | 112                     | 190                     | 357 (Bau der Lötschbergbahn) | 358                     | 1050                    | 1209                    | 1237                    | 1292                    | 1308                    |

## Bilder

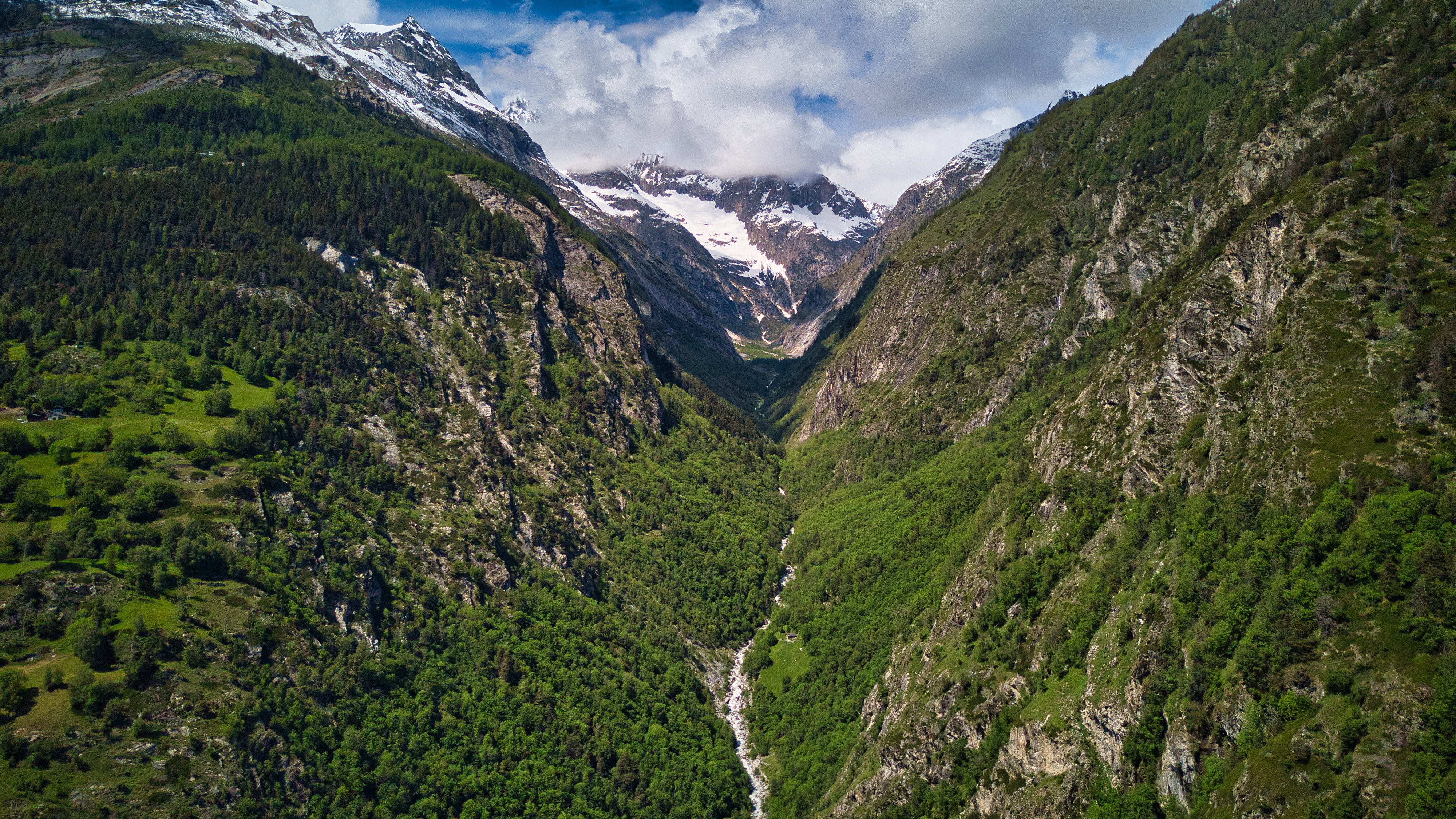
Baltschiedertal
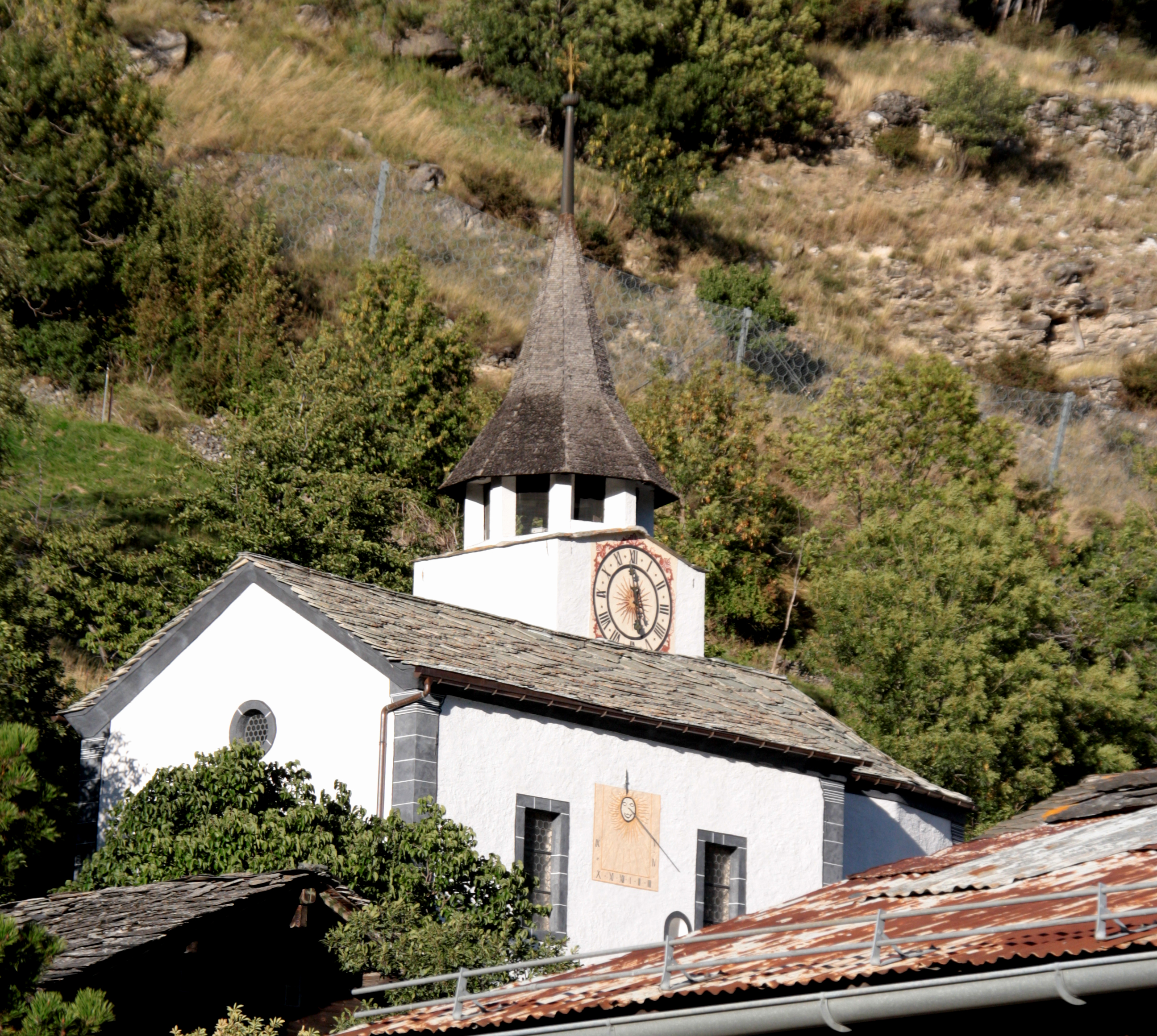
Muttergotteskapelle
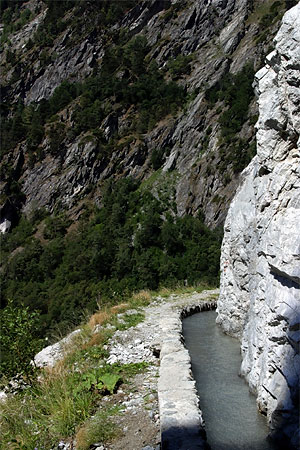
Suone in Baltschieder